# Nizerolles

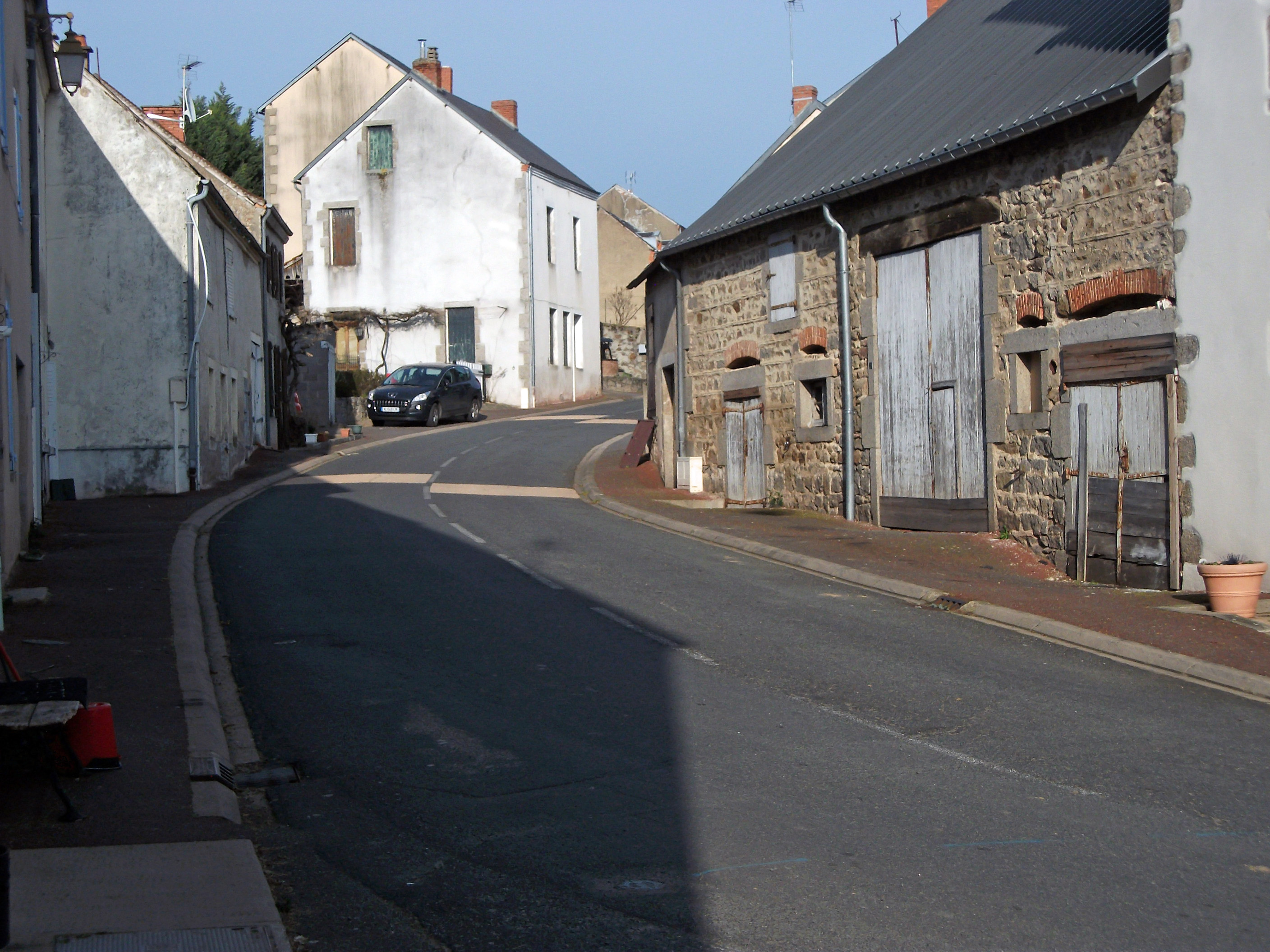
Nizerolles, Hauptstrasse (2016)

Nizerolles ist eine französische Gemeinde mit 288 Einwohnern (Stand 1. Januar 2022) im Département Allier in der Region Auvergne-Rhône-Alpes; sie gehört zum Arrondissement Vichy und zum Kantons Lapalisse.

## Geographie
Die Gemeinde liegt in der Landschaft Montagne Bourbonnaise, rund 20 Kilometer östlich von Vichy. Nachbargemeinden von Nizerolles sind:  
- Isserpent im Norden,
- Châtel-Montagne im Osten,
- Le Mayet-de-Montagne im Süden,
- La Chapelle im Westen und
- Molles im Nordwesten.

An der Westgrenze der Gemeinde verläuft der Fluss Jolan, an der Ostgrenze die Besbre. Die Départementsstraße D7 verläuft – von Le Mayet-de-Montagne kommend – mitten durch das Gemeindegebiet auf einem Höhenzug, der die Wasserscheide zwischen den Flüssen Jolan und Besbre bildet.
Der Ort Nizerolles selbst liegt etwa fünf Kilometer nordwestlich von Le Mayet-de-Montagne, im Tal des Jolan, an der Einmündung seines rechten Zuflusses Ruisseau des Mits.

## Bevölkerungsentwicklung
| Jahr                       | 1968 | 1975 | 1982 | 1990 | 1999 | 2009 | 2016 | 2019 |
| Einwohner                  | 389  | 397  | 320  | 289  | 303  | 327  | 327  | 304  |
| Quellen: Cassini und INSEE |      |      |      |      |      |      |      |      |

## Wirtschaft
Die Wirtschaft der Gemeinde ist überwiegend landwirtschaftlich geprägt, Nizerolles ist aber auch Sitz der Firmengruppe Nizerolles Systèmes Électroniques (NSE), die 1983 von François Lacoste gegründet wurde. Die Gruppe NSE, die 700 Arbeitnehmer beschäftigt (davon 240 im Ausland), befasst sich hauptsächlich mit der Entwicklung elektronischer und mechanischer Bauteile für die Sektoren Luftfahrt und Wehrtechnik. Außerhalb von Nizerolles befinden sich Niederlassungen in Abrest, Riom und Clermont-Ferrand, sowie in Ungarn, Marokko, Kanada und Brasilien.